# Melanargia panormitana
Melanargia panormitana är en fjärilsart som beskrevs av Ruggero Verity 1919. Melanargia panormitana ingår i släktet Melanargia och familjen praktfjärilar. Inga underarter finns listade i Catalogue of Life.